# Vagttårn
Et vagttårn er et tårn, der bruges til overvågning og udsigtspost. De bruges normalt af militær- og politifolk og opføres at få kontrol over områderne. De ses bl.a. i militærbaser og byer, der er under militærkontrol. Vagttårne i fængsler sikrer overblik over fængselsgårde, hvor fangerne kan færdes. Befæstningstypen er en variation af tårne, som er en del af en mur om en borg, og de er typisk udstyret med tunge våben og har ofte projektører, der kan oplyse området omkring tårnet.
Romerne byggede talrige tårne som led i et kommunikationssystem, et eksempel på dette er tårnene langs Hadrians mur i Britannien. Romerne byggede også mange fyrtårne, såsom Herkulestårnet i det nordlige Spanien, som stadig eksisterer i dag og er i funktion, samt det lige så berømte fyrtårn ved Dover Castle, der i dag står som en ruin i omtrent halv sin oprindelige højde.

## Kendte vagttårne
- Alcatraz vagttårne[6]
- Auschwitz koncentrationslejr vagttårne
- Tower of London[7]
- Yuma Territorial Prison 1876 vagttårn

## Galleri
- Vagttårne på Den Kinesiske Mur.
- Rekonstruktion af romersk vagttårn i Tyskland
- Vagttårn på C.A. Holliday Unit der er et fængsel i Huntsville, Texas.
- Vagttårn på fængslet i Abu Ghraib i Irak.